# Agriswil
Agriswil (franska: Agrimoine) är en ort i kommunen Ried bei Kerzers i kantonen Fribourg, Schweiz. Orten var före den 1 januari 2006 en egen kommun, men inkorporerades då in i kommunen Ried bei Kerzers.